# Krakowo (obwód samarski)
Krakowo (ros. Краково) – wieś w Rosji, w obwodzie samarskim, w rejonie krasnojarskim.